# Pézarches
Pézarches ist eine französische Gemeinde mit 404 Einwohnern (Stand: 1. Januar 2022) im Département Seine-et-Marne in der Region Île-de-France. Sie gehört zum Arrondissement Meaux und zum Kanton Coulommiers (bis 2015: Kanton Rozay-en-Brie). Die Einwohner werden Pézarchois genannt.

## Geographie
Pézarches liegt etwa 55 Kilometer ostsüdöstlich von Paris am Yerres.

### Nachbargemeinden
Umgeben ist Pézarches von den Gemeinden Hautefeuille im Norden und Nordwesten, Faremoutiers im Norden, Touquin im Osten und Südosten sowie Lumigny-Nesles-Ormeaux im Süden und Westen.

## Bevölkerungsentwicklung
| Jahr      | 1962 | 1968 | 1975 | 1982 | 1990 | 1999 | 2006 | 2013 |
| Einwohner | 160  | 149  | 166  | 237  | 225  | 267  | 344  | 409  |

## Sehenswürdigkeiten
- Kirche Saint-Nicolas Sainte-Geneviève aus dem 12. Jahrhundert